# Неравенство Плюннеке — Ружа
Неравенства Плюннеке — Ружа — классическая лемма аддитивной комбинаторики. Описывает ограничения на многократные суммы множеств при известных ограничениях на аналогичные короткие суммы. Например, ограничения на {\displaystyle |A+A-B-B|} при известных ограничениях на {\displaystyle |A+B|}.
Доказательства неравенств Плюннеке — Ружа, как правило, не используют структуру общего множества, которому принадлежат {\displaystyle A} и {\displaystyle B}, а используют только общие аксиомы групповой операции, что делает их верными для произвольных групп (в частности, для множеств натуральных и вещественных чисел, а также остатков от деления на заданное число)
Названы в честь немецкого математика H. Plünnecke и венгерского математика Имре Ружа.

## Формулировки
Ниже используются обозначения
{\displaystyle A+B=\left\lbrace {a+b:a\in A,b\in B}\right\rbrace }
{\displaystyle nA=\left\lbrace {a_{1}+\dots +a_{n}:a_{1},\dots ,a_{n}\in A}\right\rbrace }
{\displaystyle -A=\left\lbrace {-a:a\in A}\right\rbrace }

### Для одного множества
| Пусть {\displaystyle (G,+)} - абелева группа, {\displaystyle A\subset G,K\in {\mathbb {R} }}. Тогда из {\displaystyle \|A+A\|\leq K\|A\|} следует {\displaystyle \|nA-mA\|<K^{n+m}\|A\|} |

#### Лемма
Если {\displaystyle A,B,S\in G,|A+B|\leq K|B|,\forall Z\subset B(Z\not =B):\ |A+Z|\geq K|Z|}, то {\displaystyle |A+B+S|\leq K|B+S|}.
Лемма доказывается индукцией по размеру {\displaystyle S}. Для {\displaystyle |S|=1} утверждение очевидно. Далее, для некоторого {\displaystyle x\in S} обозначим {\displaystyle S'=S\setminus \left\lbrace {x}\right\rbrace }. По предположению индукции, {\displaystyle |A+B+S'|\leq K|B+S'|}.
Рассмотрим множество {\displaystyle Z_{x}=\left\lbrace {b+x\in B+S':b\in B}\right\rbrace }. Если {\displaystyle Z_{x}=B}, то {\displaystyle |A+B+S|=|A+B+S'|\leq K|B+S'|=K|B+S|}. Иначе
{\displaystyle A+B+S=(A+B+S')\cup ((A+B+\left\lbrace {x}\right\rbrace )\setminus (A+Z_{x}+\left\lbrace {x}\right\rbrace ))}
{\displaystyle |A+B+S|=|A+B+S'|+|A+B|-|A+Z_{x}|\leq K|B+S'|+K|B|-K|Z_{x}|=K(|B+S'|+|B|-|Z_{x}|)}
Причём, по определению {\displaystyle Z_{x}},
{\displaystyle B+S=(B+S')\cup ((B\setminus Z_{x})+\left\lbrace {x}\right\rbrace )}
{\displaystyle |B+S|=|B+S'|+|B|-|Z_{x}|}
{\displaystyle |A+B+S|\leq K|B+S|}

#### Вывод теоремы из леммы
Выберем подмножество {\displaystyle B=\arg \min \limits _{B\subset A,|B|\geq 1}{\frac {|A+B|}{|B|}}}, то есть удовлетворяющее требованиям леммы. Тогда, согласно лемме при {\displaystyle S=(n-1)A},
{\displaystyle |nA+B|=|A+B+(n-1)A|\leq K|(n-1)A+B|=|A+B+(n-2)A|\leq K^{2}|(n-2)A+B|\leq ...\leq K^{(n-1)}|A+B|\leq K^{n}|A|}
Далее воспользуемся неравенством треугольника Ружа.
{\displaystyle |B||nA-mA|=|-B||nA-mA|\leq |nA+B||mA+B|\leq K^{(n+m)}|A|}

### Для двух множеств
| Для всяких {\displaystyle n_{1},n_{2},n_{3},n_{4}\geq 0} существует {\displaystyle c=c(n_{1},n_{2},n_{3},n_{4})} такое, что если {\displaystyle (G,+)} - группа, {\displaystyle A,B\subset G,\|A\|=\|B\|>1}, {\displaystyle K\in {\mathbb {R} }} то из {\displaystyle \|A+B\|\leq K\|A\|} следует {\displaystyle \|n_{1}A+n_{2}A-n_{3}B-n_{4}B\|\leq K^{c}\|A\|} |

#### Лемма 1
Если {\displaystyle C,D\in G}, то {\displaystyle |C-C|<\left({\frac {|C+D|}{|D|}}\right)|C+D|}.
Это утверждение напрямую следует из неравенства треугольника Ружа

#### Лемма 2
Если {\displaystyle A,B\in G,|A|=|B|,K\in {\mathbb {R} }}, то из {\displaystyle |A+B|\leq K|A|} следует, что существует {\displaystyle S\subset A+B} такое, что {\displaystyle |S|>{\frac {|A|}{2}}} и {\displaystyle |A+B+S|<K^{3}|A|}.
Для доказательства рассмотрим множество {\displaystyle S\in A+B} элементов, имеющих не менее, чем {\displaystyle {\frac {|A|}{2K}}} представлений в виде {\displaystyle a+b,a\in A,b\in B}. Общее количество пар {\displaystyle (a,b)\in A\times B} можно оценить сверху как {\displaystyle |A|^{2}=|A||B|\leq |S||A|+(|A+B|-|S|){\frac {|A|}{2K}}\leq |S||A|+{\frac {K|A|^{2}}{2K}}=|S||A|+{\frac {|A^{2}|}{2}}}, так что {\displaystyle |S|>{\frac {|A|}{2}}}.
При этом если опредеелить функцию {\displaystyle \lambda :(A+B)\times (A+B)\to G} как {\displaystyle \lambda (x,y)=x+y}, то для всякого образа вида {\displaystyle a+b+s\in A+B+S} найдётся не менее {\displaystyle {\frac {|A|}{2K}}} различныых прообразов вида {\displaystyle (a+b',a'+b)}, соответствующих различным представлениям {\displaystyle a'+b'=s(a\in A,b\in B)}. Важно рассматривать именно такую расстановку слагаемых в прообразе, потому что все пары {\displaystyle (a+b,a'+b')}, очевидно, одинаковы по определению.
Так как каждый элемент из {\displaystyle A+B+S} имеет не менее {\displaystyle {\frac {|A|}{2K}}} различных прообразов, то
{\displaystyle |A+B+S|{\frac {|A|}{2K}}\leq |A+B|^{2}}
{\displaystyle |A+B+S|\leq {\frac {(K|A|)^{2}}{\left({\frac {|A|}{2K}}\right)}}=K^{3}|A|}

#### Вывод неравенства из лемм
Для данных {\displaystyle A,B\in G} рассмотрим множество {\displaystyle S}, получаемое в лемме 2, и обозначим для леммы 1 {\displaystyle C=A+B,D=S}. Тогда, по лемме 1,
{\displaystyle |(A+B)-(A+B)|\leq \left({\frac {|A+B+S|}{|S|}}\right)|A+B+S|\leq {\frac {(K^{3}|A|)^{2}}{\left({\frac {|A|}{2}}\right)}}\leq 2K^{6}|A|\leq K^{8}|A|}.
Последнее неравенство верно, поскольку {\displaystyle K>{\frac {3}{2}}} при {\displaystyle |A|>1}.
Итак, {\displaystyle |(A-A)+(B-B)|\leq K^{8}|A|} и, повторяя ту же процедуру для {\displaystyle (A-A),(B-B)} вместо {\displaystyle A,B}, можно получить {\displaystyle |(A+A-A-A)+(B+B-B-B)|\leq (K^{8})^{8}|A-A|\leq K^{64}K^{8}|A|=K^{72}|A|}, и вообще
{\displaystyle |nA-nA+nB-nB|\leq K^{c}|A|\Rightarrow |2nA-2nA+2nB-2nB|\leq (K^{c})^{8}|nA-nA|\leq K^{(9c)}|A|}.
Значит,
{\displaystyle |(2^{k})A-(2^{k})A+(2^{k})B-(2^{k})B|\leq K^{(9^{(}k+1))}|A|}
{\displaystyle |n_{1}A-n_{2}A+n_{3}B-n_{4}B|\leq K^{81\max(n_{1},n_{2},n_{3},n_{4})^{\log _{2}{9}}}|A|\leq K^{(81(n_{1}+n_{2}+n_{3}+n_{4})^{3.17})}|A|}

### Обобщение на произвольное количество множеств
| Пусть {\displaystyle (G,+)} - абелева группа, {\displaystyle X,B_{1},\dots ,B_{k}\subset G}, {\displaystyle \|B_{i}+X\|\leq K_{i}\|X\|,i=1,\dots ,k}. Тогда {\displaystyle \|B_{1}+\dots +B_{k}\|\leq K_{1}\dots K_{k}\|X\|} Тогда существует непустое подмножество {\displaystyle X'\subset X} такое, что {\displaystyle \|X'+B_{1}+\dots +B_{k}\|\leq \alpha _{1}\dots \alpha _{k}\|X_{1}\|} |

## Основные следствия
Если {\displaystyle |A+A|\leq K|A|}, то {\displaystyle |A-A|\leq K|A|}
Если {\displaystyle |A-A|\leq K|A|}, то {\displaystyle |A+A|\leq K^{8}|A|}
Следовательно, если для величин {\displaystyle K\in {\mathbb {R} }} и {\displaystyle |A+A|,A\subset {\mathbb {F} }_{p}} известен порядок роста при росте {\displaystyle p}, то
{\displaystyle |A+A|\leq K^{\Theta (1)}|A|\iff |A-A|\leq K^{\Theta (1)}|A|}

## Приложения
Неравенство Плюннеке-Ружа используется для доказательства теоремы сумм-произведений